# Андре Сальмон
Андре́ Сальмо́н (фр. André Salmon;, 4 жовтня 1881, Париж — 12 березня 1969, Санарі-сюр-Мер) — французький поет, прозаїк, есеїст та художній критик, один з основоположників кубізму.

## Біографія

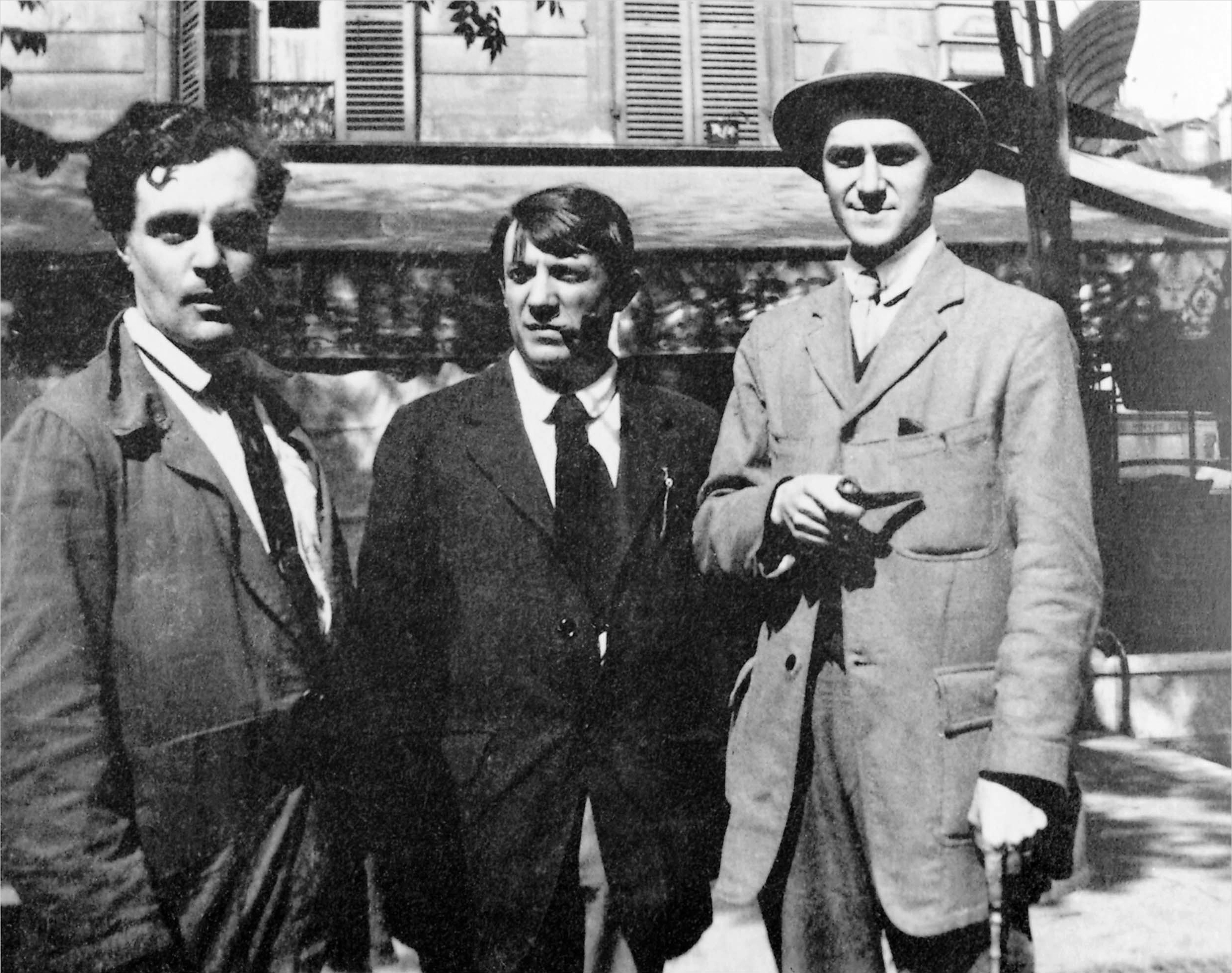
Амедео Модільяні, Пабло Пікассо та Андре Сальмон (світлина Жана Кокто, Монмартр, 1916 рік)

Андре Сальмон народився в Парижі як четвертий син Еміля Фредеріка Сальмона та Софі Жулі Каттіо. виховувався в родині з давніми культурними традиціями; його дід був художником, а батько — скульптором. У 1897–1902 роках він зі своїми батьками мешкав у Санкт-Петербурзі. 1902 року він повернувся до Франції. Тут був призваний до війська, але через кілька місяців після хвороби демобілізувався.
На початку ХХ століття Андре Сальмон вирішив присвятити себе літературі. Він входить у творчі кола літераторів та митців, що групуються навколо Латинського кварталу, відвідує літературні вечори часопису «Ла Плюм». У той час він познайомився з французьким поетом польського походження Мечиславом Гольбергом, а також з Пабло Пікассо, Максом Жакобом та Гійомом Аполлінером. Разом з деякими іншими художниками та поетами Сальмон заснував своє творче об'єднання. 1904 року він оселився в будинку Бато-Лавуар, в якому тоді проживали й працювали Пабло Пікассо, Гійом Аполлінер, Кес ван Донген, Макс Жакоб та інші авангардисти. Серед його друзів були також Амедео Модільяні та Жан Кокто.
Особливу популярність здобули художньо-критичні статті А. Сальмона, в яких він, поряд з такими знавцями мистецтва, як Макс Жакоб, Моріс Рейналь та Карл Ейнштейн, привертав увагу скептично налаштованого читача до нового напряму в культурному житті початку ХХ століття, як кубізм. А. Сальмон не тільки повідомляв про зміст виставок у Паризьких салонах та інших галереях Парижа, але й давав критичні оцінки естетичної цінності та історичної значущості виставлених творів мистецтва. Особливо близькі йому видавалися роботи таких майстрів пензля, як Пабло Пікассо, Фернан Леже, Хуан Ґріс і Жорж Брак. Поряд з Гійомом Аполлінером та Карлом Ейнштейном, Андре Сальмон був одним з перших мистецтвознавців, які звернули увагу на великий творчий потенціал традиційного африканського мистецтва для культури авангарду.
1964 року Андре Сальмону було присуджено Велику премію Французької академії за поетичну майстерність.

## Вибрані твори

### Поетичні збірки
- Poèmes, Vers et prose, 1905
- Féeries, Vers et prose, 1907
- Le Calumet, Falque, 1910
- Prikaz, Paris, Éditions de la Sirène, 1919
- C'est une belle fille ! Chronique du vingtième siècle, Albin Michel, 1920
- Réédition chez Stock, 1922; puis aux Nouvelles Éditions Debresse, coll. Les Introuvables, Paris, 1956
- Le Livre et la Bouteille, Camille Bloch éditeur, 1920
- L'Âge de l'humanite, Paris, Gallimard, 1921
- Ventes d'amour, Paris, À la Belle Édition, chez François Bernouard, 1922
- Peindre, Paris, Éditions de la Sirène, 1921. Avec un portrait de l'auteur par Picasso
- Créances 1905–1910 (Les Clés ardentes. Féeries. Le Calumet). Paris, Gallimard, 1926
- Métamorphoses de la harpe et de la harpiste, Éditions des Cahiers Libres, 1926
- Vénus dans la balance, Éditions des Quatre Chemins, 1926
- Tout l'or du monde, Paris, Aux éditions du Sagittaire, chez Simon Kra, coll. Les Cahiers nouveaux no 36, 1927
- Carreaux 1918–1921 (Prikaz. Peindre. L Âge de l'humanite. Le Livre et la Bouteille), Paris, Gallimard, 1928
- Saints de glace, Paris, Gallimard, 1930
- Troubles en Chine, René Debresse éditeur, 1935
- Saint André, Paris, Gallimard, 1936
- Odeur de poésie, Marseille, Robert Laffont, 1944
- Les Étoiles dans l encrier, Paris, Gallimard, 1952
- Vocalises, Paris, Pierre Seghers, 1957
- Créances, 1905–1910, suivi de Carreaux 1918–1921, Paris, Gallimard, 1968
- Carreaux et autres poèmes, préface Serge de Fauchereau, Paris, Poésie/Gallimard, 1986

### Проза
- Tendres canailles, Paris, Librairie Ollendorff, 1913, Paris, Gallimard, 1921
- Monstres choisis, nouvelles, Paris, Gallimard, 1918
- Mœurs de la Famille Poivre, Genève, Éditions Kundig, 1919
- Le Manuscrit trouvé dans un chapeau, Société littéraire de France, 1919, Paris, Stock, 1924
- La Négresse du Sacré-Cœur, Paris, Gallimard, 1920, 2009
- Bob et Bobette en ménage, Paris, Albin Michel, 1920
- C'est une belle fille, Paris, Albin Michel, 1920
- L Entrepreneur d illuminations, Paris, Gallimard, 1921
- L Amant des Amazones, Éditions de la Banderole, 1921
- Archives du Club des Onze, Nouvelle Revue Critique, 1924
- Une orgie à Saint-Pétersbourg, Paris, Aux éditions du Sagittaire, chez Simon Kra, Collection de la Revue européenne, no 13, 1925
- Comme un homme, Figuière
- Noces exemplaires de Mie Saucée, Jonquières
- Le Monocle à deux coups, Paris, Jean-Jacques Pauvert, 1968

### Драматургія
- «Natchalo» Театр Мистецтв, 7 квітня 1922
- «Deux hommes, une femme»
- «Sang d'espagne»

### Критичні статті та есе
- «La Jeune Peinture française», Paris, Albert Messein, 1912, Collection des Trente
- «Histoires de Boches», ornées de dessins (clichés aux traits) par Guy Dollian. Paris, Société littéraire de France, 1917
- «La Jeune Sculpture française», Paris, Albert Messein, 1919, Collection des Trente
- «L'art vivant», Paris, Georges Crès, 1920
- «Propos d atelier», Paris, Georges Crès, 1922
- «La Révélation de Seurat», Bruxelles, Éditions Sélection, 1921
- «Cézanne», Paris, Stock, 1923
- «André Derain», Paris, Gallimard, 1924
- «Modigliani», Les Quatre chemins, 1926
- «Kisling», Éditions des Chroniques du Jour, 1927
- «Henri Rousseau, dit le Douanier», Paris, Georges Crès, 1927
- «Émile Othon Friesz», Éditions des Chroniques du Jour, 1927
- «Chagall», Éditions des Chroniques du Jour, 1928
- «L'art russe moderne», Éditions Laville, 1928
- «Léopold-Lévy», Éditions du Triangle
- «Ortiz de Zarate», Éditions du Triangle
- «Picasso», Éditions du Triangle
- «L'érotisme dans l'art contemporain», Éditions Calavas, 1931
- «Le Drapeau noir», 1927
- «Léopold Gottlieb», 1927
- «Voyages au pays des voyantes», Paris, Éditions des Portiques
- «Le Vagabond de Montparnasse: vie et mort du peintre A. Modigliani», 1939

## Українські переклади
Поетичні твори Андре Сальмона українською мовою перекладали П. Петренко, Микола Терещенко, Євгенія Кононенко.